# 凱聯國際
凱聯國際酒店有限公司，簡稱凱聯國際酒店，以及凱聯國際（英語：ASSOCIATED INTERNATIONAL HOTELS LIMITED，港交所：0105），在1983年，由天德地產有限公司分拆一家專門投資商場和酒店業務。
而主要資產是國際廣場，而原有於馬來西亞經營高爾夫球康樂會所，也因為自動清盤而終止。主席和總裁為鍾輝煌，總部位於香港九龍尖沙咀彌敦道63號國際廣場9樓。

## 連結
- aihl.etnet.com.hk（页面存档备份，存于）